# Rhynchosia rudolfii
Rhynchosia rudolfii är en ärtväxtart som beskrevs av Hermann August Theodor Harms. Rhynchosia rudolfii ingår i släktet Rhynchosia och familjen ärtväxter. Inga underarter finns listade i Catalogue of Life.